# 시빌 보어
시빌 보어(Sybil Bauer, 1903년 9월 18일 ~ 1927년 1월 31일)는 미국의 여성 수영 선수이다.
시카고 출신으로 노스웨스턴 대학교에서 수학하였다. 1921년부터 1926년까지 23개의 세계 기록을 세웠는 데, 대부분 배영 종목이었다. 1922년 버뮤다에서 열린 대회에서 440 야드 배영을 6분 24.8초로 완료하면서 남자 기록을 깬 첫 여성 선수가 되었다. 그러나 그 기록을 비공식적이었다.
1924년 파리 올림픽에 참가하여 100m 배영 금메달을 획득하였다. 그녀는 1분 23.2초의 기록을 세워 2위로 들어온 필리스 하딩을 4초 차이로 꺾었다.
보어는 후에 텔레비전 사회자가 된 에드 설리번과 약혼하였으나, 23세의 나이에 암으로 사망하였다.
1967년 국제 수영 명예의 전당에 헌액되었다.